# 云吞字体

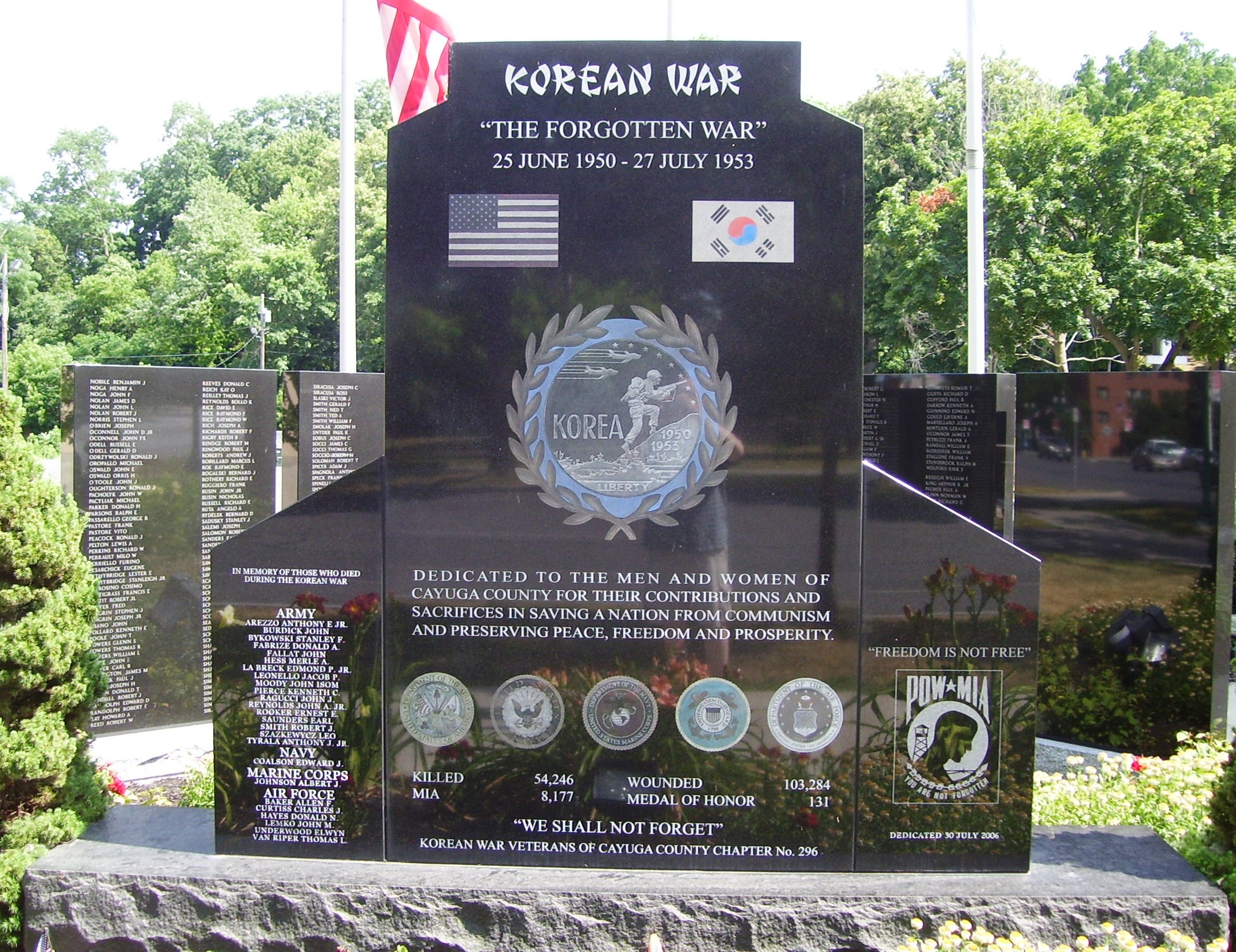
纽约州奥本老兵纪念公园的朝鲜战争纪念碑上，以云吞字体刻出“Korean War”

“云吞字体”（英語：wonton font），亦有“中华”（Chinese）、“筷子”（chopstick）、“杂碎”（chop suey）、“功夫”（kung-fu）等称呼，是一种模仿汉字书法风格的拉丁字母字体，西方社会以之表现亚裔或华裔的特色元素。
以云吞体表现亚洲事物在当代社会颇具争议，常被批评传达东方主义印象，被视为有文化冒犯性。

## 争议
亚裔美国人关于此字体的态度不一，有人认为云吞体很生动有趣，但亦有人认为有冒犯性，有种族主义之嫌。尤其是讽刺画中使用云吞体常会遭受批评，因这会教人联想到19世纪晚期至20世纪时的“黄祸”绘画。
2002年，服装零售商Abercrombie & Fitch生产了一系列带有眯眯眼、龅牙形象和云吞体口号的T恤衫，从而面临争议。
2008年，美职棒球队芝加哥小熊生产了类似的T恤被认为有攻击性，遭遇亚裔社区抗议。
文化评论家杨致和曾在华尔街日报上发表文章质疑云吞体的争议性使用。